# Campeonato Uruguayo de Primera División 1940
El Campeonato Uruguayo 1940 fue el 37° torneo de Primera División del fútbol uruguayo, correspondiente al año 1940.
El torneo consistió en un campeonato a dos ruedas todos contra todos, coronando campeón al equipo que logrará más puntos, mientras que el peor equipo debía jugar la promoción para evitar descender a la Divisional Intermedia.
El Club Nacional de Football se coronó campeón por segundo año consecutivo con un amplio margen de ventaja en la tabla de posiciones.

## Campeonato

### Tabla de posiciones
| Pos. | Equipo               | PJ | PG | PE | PP | GF | GC | Dif. | Pts. |
| ---- | -------------------- | -- | -- | -- | -- | -- | -- | ---- | ---- |
| 1º   | Nacional             | 20 | 16 | 3  | 1  | 63 | 22 | +41  | 35   |
| 2.º  | Rampla Juniors       | 20 | 11 | 3  | 6  | 41 | 29 | +12  | 25   |
| 3.º  | Montevideo Wanderers | 20 | 10 | 4  | 6  | 47 | 22 | +25  | 24   |
| 4.º  | Peñarol              | 20 | 10 | 2  | 8  | 54 | 38 | +16  | 22   |
| 5.º  | Liverpool            | 20 | 8  | 3  | 9  | 39 | 39 | 0    | 19   |
| 6.º  | River Plate          | 20 | 7  | 5  | 8  | 35 | 39 | -4   | 19   |
| 7.º  | Defensor             | 20 | 5  | 9  | 6  | 32 | 49 | -17  | 19   |
| 8.º  | Sud América          | 20 | 6  | 5  | 9  | 31 | 37 | -6   | 17   |
| 9.º  | Racing               | 20 | 7  | 3  | 10 | 31 | 46 | -15  | 17   |
| 10.º | Central              | 20 | 3  | 9  | 8  | 26 | 35 | -9   | 15   |
| 11.º | Bella Vista          | 20 | 1  | 6  | 13 | 22 | 65 | -43  | 8    |

|  | Campeón Uruguayo.   |
|  | Juega la promoción. |

|                                             |
| Uruguay                                     |
| Campeón Uruguayo 1940 Nacional 15.to título |

### Desempate por el ascenso y descenso
|  | Bella Vista | 2:0     | Cerro |  |  |
|  |             | Reporte |       |  |  |

|  | Bella Vista | 4:0     | Cerro |  |  |
|  |             | Reporte |       |  |  |

Bella Vista permanece en la Primera División y Cerro permanece en la Divisional Intermedia.

### Equipos clasificados

#### Copa Aldao 1940
|   | Equipo   | Clasificación como                   |
| - | -------- | ------------------------------------ |
| 1 | Nacional | Campeón del Campeonato Uruguayo 1940 |

### Fixture
| Sud América          | 2-2 | Nacional    |
| Montevideo Wanderers | 3-3 | Peñarol     |
| Rampla Juniors       | 5-2 | Liverpool   |
| Racing               | 3-1 | River Plate |
| Defensor             | 2-2 | Central     |

| Liverpool | 1-0 | Peñarol        |
| Nacional  | 6-2 | Bella Vista    |
| Defensor  | 2-2 | River Plate    |
| Central   | 0-0 | Rampla Juniors |
| Racing    | 2-1 | Sud América    |

| Nacional             | 3-1 | River Plate    |
| Peñarol              | 5-1 | Racing         |
| Defensor             | 1-0 | Rampla Juniors |
| Central              | 2-2 | Bella Vista    |
| Montevideo Wanderers | 4-0 | Sud América    |

| Peñarol              | 3-0 | Central        |
| Sud América          | 3-2 | Rampla Juniors |
| Nacional             | 5-2 | Defensor       |
| River Plate          | 1-1 | Liverpool      |
| Montevideo Wanderers | 1-1 | Bella Vista    |

| River Plate          | 4-2 | Central     |
| Racing               | 4-4 | Bella Vista |
| Peñarol              | 3-3 | Sud América |
| Defensor             | 2-2 | Liverpool   |
| Montevideo Wanderers | 1-0 | Nacional    |

| Defensor             | 1-0 | Racing         |
| Nacional             | 2-0 | Liverpool      |
| Montevideo Wanderers | 2-2 | Central        |
| Bella Vista          | 2-2 | Sud América    |
| Peñarol              | 3-1 | Rampla Juniors |

| Nacional       | 2-1 | Racing               |
| Peñarol        | 4-1 | River Plate          |
| Liverpool      | 2-0 | Bella Vista          |
| Rampla Juniors | 2-1 | Montevideo Wanderers |
| Defensor       | 3-2 | Sud América          |

| Peñarol        | 6-0 | Defensor             |
| Nacional       | 1-1 | Central              |
| River Plate    | 2-1 | Montevideo Wanderers |
| Liverpool      | 3-1 | Racing               |
| Rampla Juniors | 4-0 | Bella Vista          |

| Rampla Juniors       | 4-2 | Racing      |
| Montevideo Wanderers | 5-0 | Liverpool   |
| Central              | 1-1 | Sud América |
| Bella Vista          | 3-1 | River Plate |
| Nacional             | 3-2 | Peñarol     |

| River Plate          | 2-1 | Sud América |
| Rampla Juniors       | 1-1 | Nacional    |
| Central              | 0-0 | Liverpool   |
| Montevideo Wanderers | 2-0 | Racing      |
| Bella Vista          | 1-1 | Defensor    |

| Peñarol              | 4-2 | Bella Vista |
| Central              | 4-0 | Racing      |
| Rampla Juniors       | 2-0 | River Plate |
| Montevideo Wanderers | 3-3 | Defensor    |
| Sud América          | 3-1 | Liverpool   |

| Nacional             | 2-0 | Sud América |
| Montevideo Wanderers | 3-0 | Peñarol     |
| Rampla Juniors       | 3-2 | Liverpool   |
| River Plate          | 2-1 | Racing      |
| Defensor             | 1-1 | Central     |

| Peñarol  | 4-0 | Liverpool      |
| Nacional | 2-0 | Bella Vista    |
| Defensor | 3-3 | River Plate    |
| Central  | 2-1 | Rampla Juniors |
| Racing   | 3-1 | Sud América    |

| Nacional             | 3-1 | River Plate |
| Racing               | 3-2 | Peñarol     |
| Rampla Juniors       | 5-0 | Defensor    |
| Central              | 3-0 | Bella Vista |
| Montevideo Wanderers | 2-0 | Sud América |

| Peñarol              | 2-1 | Central     |
| Rampla Juniors       | 3-0 | Sud América |
| Nacional             | 4-2 | Defensor    |
| Liverpool            | 5-2 | River Plate |
| Montevideo Wanderers | 4-0 | Bella Vista |

| River Plate | 2-2 | Central              |
| Racing      | 2-1 | Bella Vista          |
| Sud América | 3-0 | Peñarol              |
| Liverpool   | 4-1 | Defensor             |
| Nacional    | 3-1 | Montevideo Wanderers |

| Defensor             | 0-0 | Racing         |
| Nacional             | 3-1 | Liverpool      |
| Montevideo Wanderers | 1-0 | Central        |
| Sud América          | 2-0 | Bella Vista    |
| Peñarol              | 4-1 | Rampla Juniors |

| Nacional       | 5-3 | Racing               |
| River Plate    | 2-0 | Peñarol              |
| Liverpool      | 9-0 | Bella Vista          |
| Rampla Juniors | 1-0 | Montevideo Wanderers |
| Defensor       | 2-0 | Sud América          |

| Defensor       | 4-2 | Peñarol              |
| Nacional       | 6-0 | Central              |
| River Plate    | 1-0 | Montevideo Wanderers |
| Racing         | 2-1 | Liverpool            |
| Rampla Juniors | 3-1 | Bella Vista          |

| Rampla Juniors | 1-1 | Racing               |
| Liverpool      | 3-2 | Montevideo Wanderers |
| Sud América    | 4-2 | Central              |
| River Plate    | 5-0 | Bella Vista          |
| Nacional       | 5-1 | Peñarol              |

| River Plate          | 1-1 | Sud América    |
| Nacional             | 5-0 | Rampla Juniors |
| Liverpool            | 2-1 | Central        |
| Montevideo Wanderers | 6-1 | Racing         |
| Bella Vista          | 2-2 | Defensor       |

| Peñarol              | 6-1 | Bella Vista |
| Racing               | 1-0 | Central     |
| Rampla Juniors       | 2-1 | River Plate |
| Montevideo Wanderers | 5-0 | Defensor    |
| Sud América          | 2-0 | Liverpool   |